# Steneugoa
Steneugoa is een geslacht van vlinders van de familie visstaartjes (Nolidae), uit de onderfamilie Chloephorinae.

## Soorten
- S. nubilosa Hampson, 1914